# Communauté de communes du Val d’Arly
Die Communauté de communes du Val d’Arly (kurz: Com’Arly) ist ein ehemaliger französischer Gemeindeverband mit der Rechtsform einer Communauté de communes im Département Savoie, dessen Verwaltungssitz sich in der Gemeinde Flumet befand. Der Gemeindeverband bestand aus sechs Gemeinden aus dem Kanton Ugine auf einer Fläche von 121,2 km2.
Benannt ist die Communauté de communes du Val d’Arly nach dem Gebirgsfluss Arly, der im Bereich der Mitgliedsgemeinden ein Hochtal formt. 

## Aufgaben
Zu den Kompetenzen des Gemeindeverbandes gehörten Aufgaben, die so geartet sind, dass sie einer gemeinsamen Lösung bedürfen oder bei denen die Gemeinden daran interessiert sind, einen gemeinsamen Standpunkt nach außen zu vertreten:
- die Müllabfuhr (für die Entsorgung ist dagegen das 20 Gemeinden umfassende Syndicat Intercommunal de Traitement des Ordures Ménagères des Vallées du Mont-Blanc zuständig)
- Kulturangelegenheiten
- Touristische Entwicklung, z. B. Schaffung und Erhalt von Wanderwegen
- Koordination und Schaffung von Betreuungsplätzen für Kinder unter 6 Jahren

Zusammen mit drei weiteren Communauté de communes im Isère-Tal bildet die Communauté de communes du Val d’Arly das Syndicat Arlysère, welches zum Beispiel Raumplanung und öffentlichen Nahverkehr koordinierte sowie Fördermittel für regionale Projekte beantragte und verwaltete.

## Historische Entwicklung
Die Communauté de communes du Val d’Arly wurde am 1. März 2010 gegründet.
Mit Wirkung vom 1. Januar 2017 fusionierte der Gemeindeverband mit
- Communauté de communes de la Région d’Albertville,
- Communauté de communes du Beaufortain und
- Communauté de communes de la Haute Combe de Savoie

und bildete so die Nachfolgeorganisation Communauté d’agglomération Arlysère.

## Ehemalige Mitgliedsgemeinden
Folgende sechs Gemeinden gehören der Communauté de communes du Val d’Arly an:
| Gemeinde                  | Einwohner 1. Januar 2022 | Fläche km² | Dichte Einw./km² | Code INSEE | Postleitzahl |
| ------------------------- | ------------------------ | ---------- | ---------------- | ---------- | ------------ |
| Cohennoz                  | 140                      | 13,8       | 10               | 73088      | 73400        |
| Crest-Voland              | 338                      | 10,0       | 34               | 73094      | 73590        |
| Flumet                    | 798                      | 17,1       | 47               | 73114      | 73590        |
| La Giettaz                | 379                      | 35,2       | 11               | 73123      | 73590        |
| Notre-Dame-de-Bellecombe  | 468                      | 21,4       | 22               | 73186      | 73590        |
| Saint-Nicolas-la-Chapelle | 490                      | 23,6       | 21               | 73262      | 73590        |